# Meitetsu Iwakura-Zweiglinie
| Triebwagen der Baureihe Mo600 in Iwakura |                           |                           |                    |
| |                           |                           |                    |
| Streckenlänge: | 5,5 km                    |                           |                    |
| Spurweite: | 1067 mm (Kapspur)         |                           |                    |
| Stromsystem: | 1500 V =                  |                           |                    |
| Zweigleisigkeit: | nein                      |                           |                    |
| |                           |                           |                    |
| Gesellschaft: | Meitetsu (Nagoya Tetsudō) |                           |                    |
| \| \| \| Meitetsu Ichinomiya-Linie \| 1912–1941 \| \| \| 0,0 \| Iwakura (岩倉) \| 1912– \| \| \| \| ↔ Meitetsu Inuyama-Linie \| 1912– \| \| \| 0,3 \| Nakaichiba (中市場) \| 1920–1964 \| \| \| 2,3 \| Koki (小木) \| 1920–1964 \| \| \| 3,5 \| Obari (小針) \| 1920–1964 \| \| \| \| Verzweigung Komaki \| \| \| \| 5,1 \| Komaki (小牧) \| 1920–1945 \| \| \| 4,7 \| Nishi-Komaki (西小牧) \| 1946–1964 \| \| \| \| ↔ Meitetsu Komaki-Linie \| 1931– \| \| \| 5,5 \| Komaki (小牧) \| 1931–1989 \| \| \| \| Komaki \| 1989– \| |                           |                           |                    |
| Strecke (außer Betrieb) |                           | Meitetsu Ichinomiya-Linie | 1912–1941          |
| Bahnhof quer · Abzweig quer, ehemals nach rechts und ehemals von rechts · Strecke quer | 0,0                       | Iwakura (岩倉)            | 1912–              |
| Strecke (außer Betrieb) |                           | ↔ Meitetsu Inuyama-Linie  | 1912–              |
| Haltepunkt / Haltestelle (Strecke außer Betrieb) | 0,3                       | Nakaichiba (中市場)       | 1920–1964          |
| Haltepunkt / Haltestelle (Strecke außer Betrieb) | 2,3                       | Koki (小木)               | 1920–1964          |
| Haltepunkt / Haltestelle (Strecke außer Betrieb) | 3,5                       | Obari (小針)              | 1920–1964          |
| Blockstelle (Strecke außer Betrieb) |                           | Verzweigung Komaki        | Verzweigung Komaki |
| Abzweig geradeaus und nach links (Strecke außer Betrieb) · Kopfbahnhof Streckenende und quer (Strecke außer Betrieb) | 5,1                       | Komaki (小牧)             | 1920–1945          |
| Haltepunkt / Haltestelle (Strecke außer Betrieb) | 4,7                       | Nishi-Komaki (西小牧)     | 1946–1964          |
| Strecke (außer Betrieb) |                           | ↔ Meitetsu Komaki-Linie   | 1931–              |
| Abzweig ehemals quer und von rechts · Abzweig quer und nach links (Strecke außer Betrieb) · Bahnhof quer (Strecke außer Betrieb) | 5,5                       | Komaki (小牧)             | 1931–1989          |
| Strecke nach links · Strecke Tunnelanfang und quer · Bahnhof quer (im Tunnel) |                           | Komaki                    | 1989–              |

Die Meitetsu Iwakura-Zweiglinie (jap. 名鉄岩倉支線, Meitetsu Iwakura-shisen) war eine Eisenbahnstrecke in der Präfektur Aichi in Japan. Sie war von 1920 bis 1964 in Betrieb, gehörte der Bahngesellschaft Meitetsu (Nagoya Tetsudō) und verband nördlich von Nagoya die Meitetsu Inuyama-Linie mit der Meitetsu Komaki-Linie.

## Streckenbeschreibung
Die 5,5 km lange Strecke war in Kapspur (1067 mm) verlegt, vollständig eingleisig und mit 1500 V Gleichspannung elektrifiziert. Sie begann am Bahnhof Iwakura, wo sie von der Meitetsu Inuyama-Linie abzweigte. In überwiegend östlicher Richtung durchquerte sie einen Bereich der Nōbi-Ebene und endete im Bahnhof Komaki, wo sie auf die Meitetsu Komaki-Linie traf. Außer der Überquerung mehrerer Bäche gab es keine topographischen Schwierigkeiten.

## Geschichte
Die Bahngesellschaft Nagoya Denki Tetsudō, eine Vorgängerin der heutigen Meitetsu, erhielt im April 1914 die Genehmigung für den Bau einer Zweigstrecke zwischen den Städten Iwakura und Komaki. Aufgrund der negativen wirtschaftlichen Auswirkungen des Ersten Weltkriegs verzögerte sich der Baubeginn jedoch um mehrere Jahre. Eröffnet wurde die Strecke letztlich am 23. September 1920. Zuerst hieß sie Komaki-Linie und war die einzige Anbindung Komakis ans Schienennetz. Dies änderte sich 1931 mit der Inbetriebnahme der Jōhoku-Linie (der heutigen Meitetsu Komaki-Linie), die einen direkteren Verlauf in Richtung Nagoya aufwies.
In Komaki selbst waren die beiden Strecken zunächst nicht miteinander verbunden und hatten zwei getrennte Bahnhöfe, die etwa einen halben Kilometer voneinander entfernt lagen. Gegen Ende des Pazifikkriegs begann der Bau einer kurzen Verbindungsstrecke zwischen der Iwakura-Zweiglinie und dem Bahnhof der Komaki-Linie. Die Inbetriebnahme erfolgte am 1. Mai 1945, während der nicht mehr genutzte Kopfbahnhof der Iwakura-Zweiglinie stillgelegt wurde. Am 16. Mai 1948 erhielt die Strecke die Bezeichnung Iwakura-Zweiglinie und am 22. Januar 1955 nahm die Meitetsu eine Erhöhung der Oberleitungsspannung von 600 auf 1500 V vor. Schließlich legte sie die Strecke am 26. April 1964 still.

## Liste der Bahnhöfe
| Name                  | km  | Anschlusslinien        | Lage   | Ort     |
| --------------------- | --- | ---------------------- | ------ | ------- |
| Iwakura (岩倉)        | 0,0 | Meitetsu Inuyama-Linie | Koord. | Iwakura |
| Nakaichiba (中市場)   | 0,3 |                        | Koord. | Iwakura |
| Koki (小木)           | 2,3 |                        | Koord. | Komaki  |
| Obari (小針)          | 3,5 |                        | Koord. | Komaki  |
| Nishi-Komaki (西小牧) | 4,7 |                        | Koord. | Komaki  |
| Komaki (小牧)         | 5,5 | Meitetsu Komaki-Linie  | Koord. | Komaki  |